# برلمان الهند

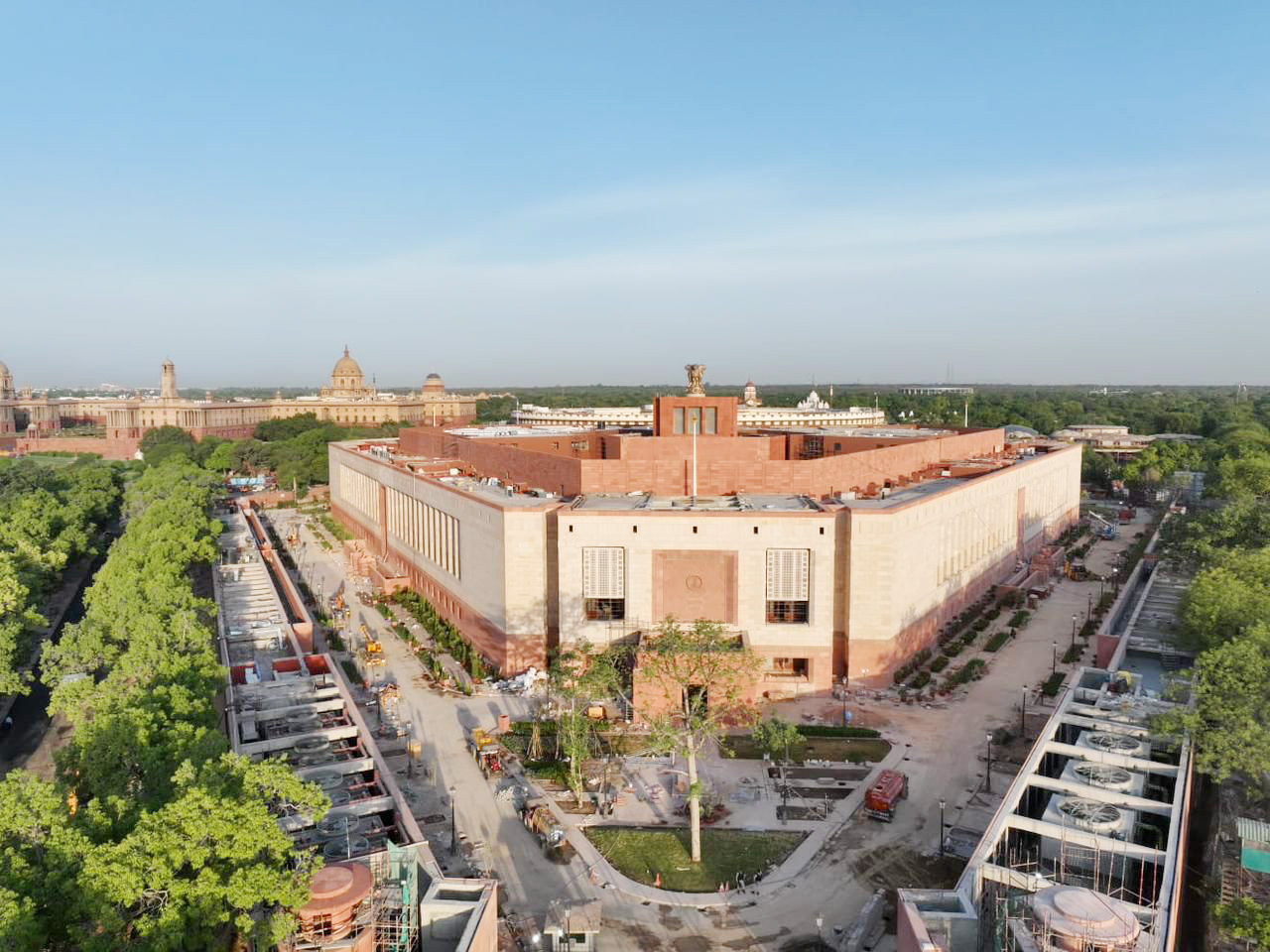
مبنى البرلمان الهندي القديم (Sansad Bhavan) in في نيودلهي.

برلمان الهند هو المجلس والهيئة التشريعية العليا في جمهورية الهند. ويتكون البرلمان من رئيس الهند ومجلسين هما: راجيا سابها (مجلس الولايات) ولوك سابها (مجلس الشعب). وللرئيس، بصفته رئيسا للهيئة التشريعية، سلطات كاملة لاستدعاء أي مجلس برلماني أو حله أو حل لوك سابها. ولا يمكن للرئيس أن يمارس هذه الصلاحيات إلا بناء على مشورة رئيس الوزراء ومجلسه الاتحادي.
ويشار إلى المنتخبين أو المرشحين (من قبل الرئيس) إلى أي من مجلسي البرلمان بوصفهم أعضاء في البرلمان. عضو البرلمان، لوك سابها يتم انتخابهم مباشرة من قبل التصويت الهندي العام في المقاطعات عضو واحد وعضو البرلمان، يتم انتخاب راجيا سابها من قبل أعضاء جميع الجمعية التشريعية للدولة من خلال التمثيل النسبي. ويبلغ قوام البرلمان 545 في لوك سابها بما في ذلك المرشحين من المجتمع الانجلو الهندي من قبل الرئيس و 245 في راجيا سابها بما في ذلك المرشحين 12 من خبرات مختلف مجالات العلوم والثقافة والفن والتاريخ. يجتمع البرلمان في سانزاد بهافان في نيودلهي.

## البرلمان
يقع سنساد بهافان (البرلمان البيت) في نيودلهي. تم تصميمه من قبل إدوين لوتينز وهربرت بيكر، الذين كانوا مسؤولين عن تخطيط وبناء نيودلهي. استغرق تشييد المباني ست سنوات، وأجرى حفل الافتتاح في 18 يناير 1927 من قبل الحاكم العام في الهند آنذاك، إيروين. وبلغت تكاليف تشييد المبنى 8.3 مليون ين ياباني (000 130 دولار من دولارات الولايات المتحدة). ويبلغ حجم قطر البرلمان 560 قدما (170 مترا) ويغطي مساحة قدرها 6 فدان (2.4 هكتار). تتكون القاعة المركزية من غرف لوك صبحا وراجيا سابها وقاعة المكتبة. وتحيط هذه الدوائر الثلاث بنية دائرية مكونة من أربعة طوابق توفر أماكن إقامة للأعضاء، وتضم اللجان البرلمانية والمكاتب ووزارة الشؤون البرلمانية.

### اقتراح بشأن مبنى جديد
وقد يحل مبنى جديد للبرلمان محل المجمع الحالي. ويجري النظر في المبنى الجديد بسبب شواغل الاستقرار فيما يتعلق بالمجمع الحالي. وقد تم إنشاء لجنة تقترح بدائل للمبنى الحالي من قبل إكس. المتحدث، ميرا كومار. ويعاني المبنى الحالي، وهو مبنى يبلغ من العمر 85 عاما، من عدم كفاية المساحة المتاحة لأعضاء المنازل وموظفيها، ويعتقد أنها تعاني من مشاكل هيكلية. كما يجب حماية المبنى بسبب علامته التراثية.

## التركيب
يتكون البرلمان الهندي من منزلين يدعى لوك سابها وراجيا سابها مع رئيس الهند يتصرفان كرأسهما.

### رئيس الهند
رئيس الهند، رئيس الدولة هو عنصر من مكونات البرلمان. وبموجب المادة 60 والمادة 111، تتمثل مسؤولية الرئيس في التدقيق في أن القوانين التي أقرها البرلمان تتماشى مع الولاية الدستورية، وينص على اتباع الإجراءات قبل الموافقة على مشاريع القوانين. وينتخب رئيس الهند أعضاء البرلمان في الهند والمجالس التشريعية للولاية ويخدم لفترة خمس سنوات.

### لوك سابها

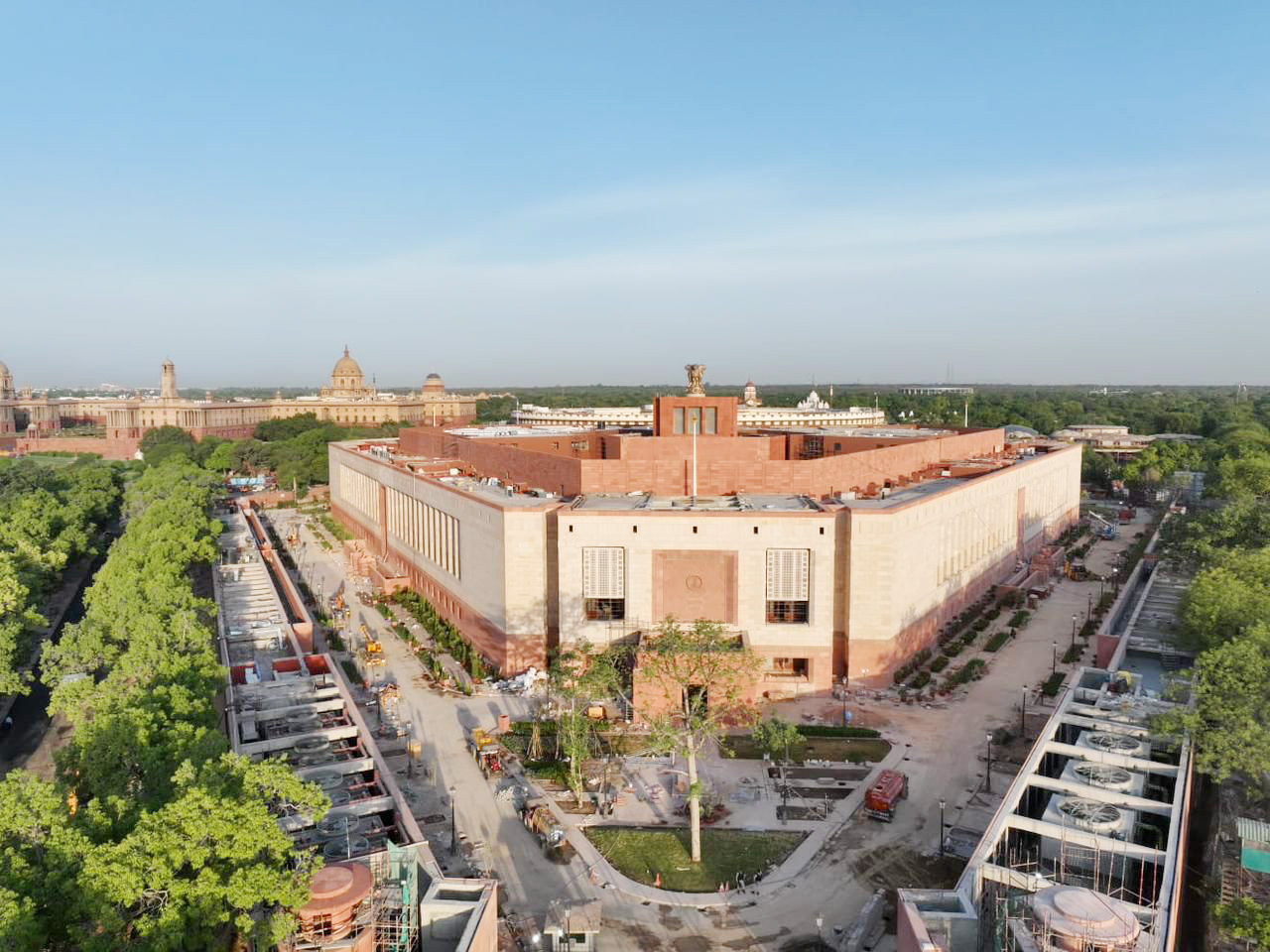
البرلمان الجديد

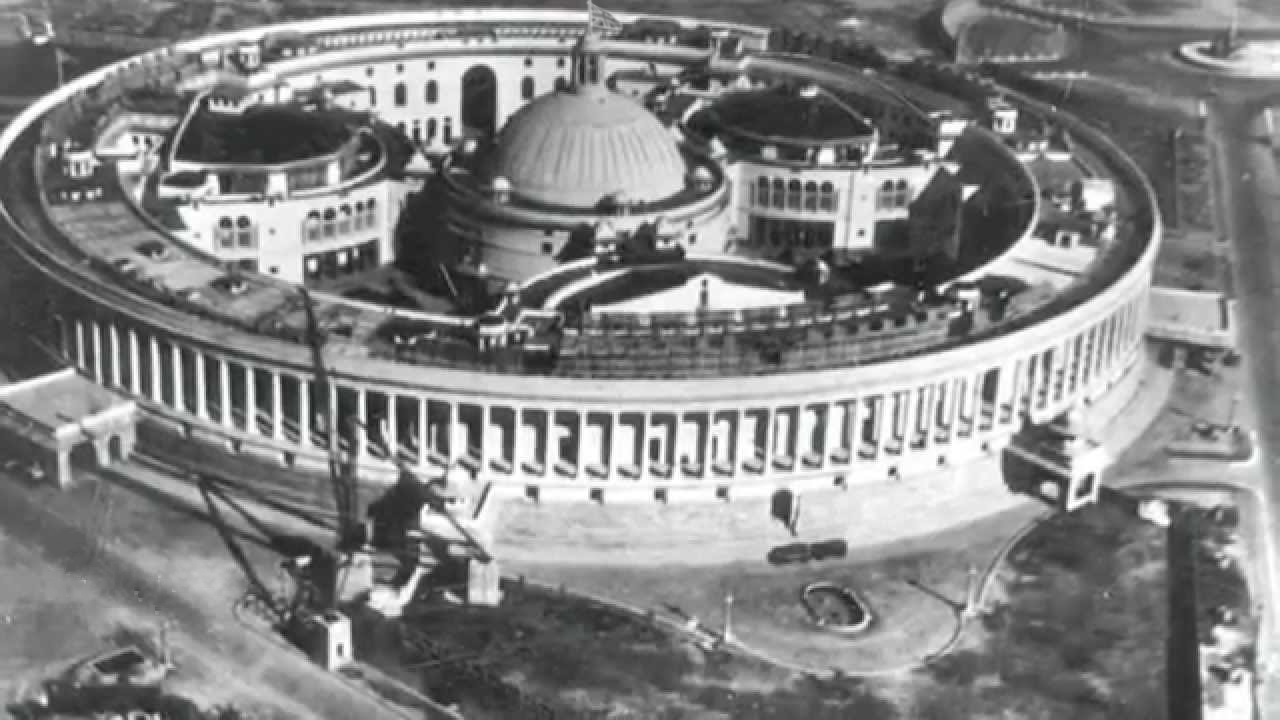
مبنى البرلمان الهندي القديم قبل نهاية بنائه

مجلس النواب (لوك سابها) أو مجلس النواب لديه 545 عضوا. يتم انتخاب 543 عضوا مباشرة من قبل مواطني الهند على أساس الامتياز الكبار العالمية تمثل الدوائر الانتخابية في جميع أنحاء البلاد ويتم تعيين عضوين من قبل رئيس الهند من المجتمع الأنجلو الهندي. كل مواطن في الهند الذي يزيد عمره عن 18 عاما، بغض النظر عن نوع الجنس أو الطبقة أو الدين أو العرق، الذي هو خلاف ذلك غير مؤهل، مؤهل للتصويت ل لوك سابها. ينص الدستور على أن القوة القصوى للمجلس يكون 552 عضوا. وهي مدة خمس سنوات. لكي يكون مؤهلا للعضوية في لوك سابها، يجب أن يكون الشخص مواطنا في الهند ويجب أن يكون عمره 25 سنة أو أكثر، سليم عقليا، لا ينبغي أن يكون مفلسا، ولا ينبغي إدانته جنائيا. ويوزع مجموع الأعضاء الانتخابيين على الدول بحيث تكون النسبة بين عدد المقاعد المخصصة لكل دولة وسكان الدولة، إلى حد ما عمليا، هي نفسها بالنسبة لجميع الدول.

### راجيا سابها
وراجيا سابها (مجلس الولايات) أو مجلس الشيوخ هيئة دائمة لا تخضع للحل. ويتقاعد ثلث الأعضاء كل سنتين، ويحل محلهم أعضاء منتخبون حديثا. وينتخب كل عضو لمدة ست سنوات. ويتم انتخاب أعضائها بشكل غير مباشر من قبل أعضاء الهيئات التشريعية في الولايات. وراجيا سابها يمكن أن يكون بحد أقصى 250 عضوا. ويبلغ قوامها حاليا 245 عضوا، منهم 233 منتخبا من الدول والأقاليم الاتحادية و 12 مرشحا من قبل الرئيس. عدد أعضاء الدولة يعتمد على سكانها. الحد الأدنى لسن الشخص ليصبح عضوا في راجيا سابها هو 30 عاما.

## جلسة البرلمان
وتسمى الفترة التي يجتمع فيها المجلس لمزاولة أعماله جلسة. ويسمح الدستور للرئيس باستدعاء كل مجلس على فترات من هذا القبيل بحيث لا ينبغي أن يكون هناك أكثر من ستة أشهر من الفارق بين الدورتين. وبالتالي يجب على البرلمان أن يجتمع مرتين على الأقل في السنة. في الهند، يعقد البرلمان ثلاث دورات كل عام:
- جلسة الميزانية: من فبراير إلى مايو
- دورة الرياح الموسمية: يوليو إلى سبتمبر
- الدورة الشتوية: من نوفمبر إلى ديسمبر

## الإجراءات القانونية
وتقدم المقترحات التشريعية إما إلى مجلس النواب في شكل مشروع قانون. ومشروع القانون هو مشروع اقتراح تشريعي يصبح، عندما يقره مجلسا البرلمان ويوافق عليه الرئيس، قانونا للبرلمان. يجب أن تنشأ فواتير المال في لوك سابها. ولا يمكن لمجلس الولايات إلا تقديم توصيات بشأن مشاريع القوانين إلى مجلس النواب، في غضون فترة أربعة عشر يوما.

## اللجان البرلمانية
وتشكل اللجان البرلمانية لتداول مسائل محددة بإسهاب. والجمهور يرتبط ارتباطا مباشرا أو غير مباشر، وتجرى دراسات لمساعدة اللجان على التوصل إلى الاستنتاجات. اللجان البرلمانية هي من نوعين: اللجان المخصصة واللجان الدائمة.
واللجان الدائمة هي لجان دائمة تشكل من وقت لآخر عملا بأحكام قانون برلماني أو قواعد إجرائية وتصريف الأعمال في البرلمان. ويتسم عمل هذه اللجان بطابع مستمر. وتعين اللجان المحايدة لغرض محدد، وتنتهي من الوجود عند الانتهاء من المهمة الموكلة إليهم وتقديم تقرير.

## الحوادث
وفي 13 ديسمبر 2001، هاجمت منظمة إرهابية البرلمان الهندي. وكان مرتكبو هذه الهجمات من الإرهابيين من أشكار الطيبة وجيش محمد. وأسفر الهجوم عن مقتل خمسة إرهابيين، وستة من أفراد شرطة دلهي، واثنين من موظفي خدمات الأمن في البرلمان، وبستاني، وبلغ مجموع الوفيات 14 حالة. كما أدت إلى زيادة التوتر بين الهند وباكستان، مما أدى إلى المواجهة بين الهند وباكستان 2001-2002.

## جلسة البرلمان والمناقشات
وفي 16 نوفمبر 2016، بدأت الدورة الشتوية للبرلمان الهندي، وخلال الجلسات التي عقدت في مجلسي البرلمان العليا والسفلى، لاحظت الأحزاب السياسية معارضتها القوية ومضايقة من جانب حكومة نارندرا مودي في 8 نوفمبر 2016.

## المعرض

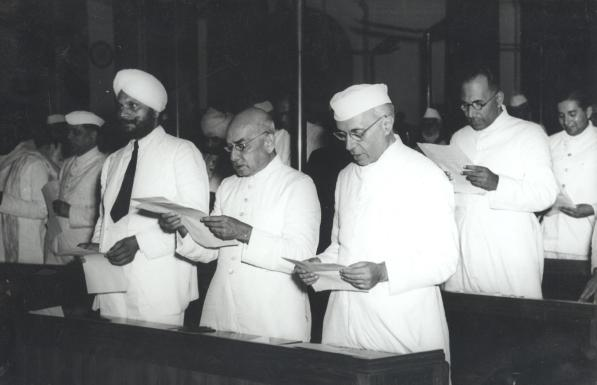
جواهر لال نهرو والأعضاء الآخرين الذين يتعهدون خلال دورة منتصف الليل للجمعية التأسيسية للهند التي عقدت في 14 و15 أغسطس 1947.
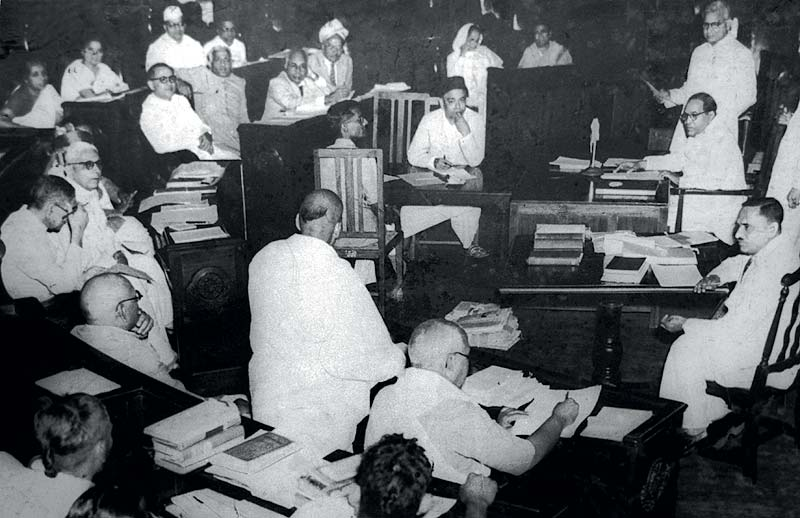
الجمعية التأسيسية للهند.
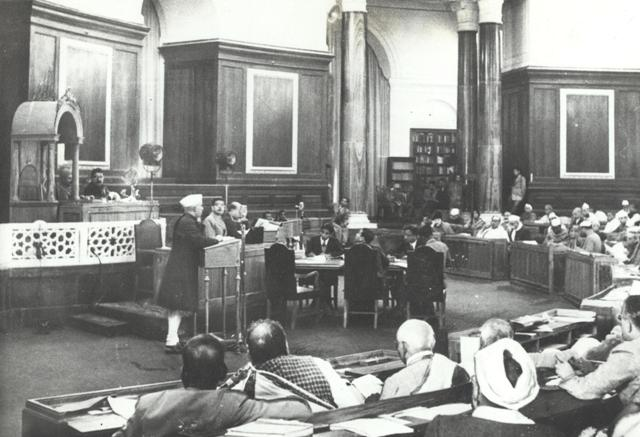
جواهر لال نهرو في الجمعية التأسيسية في عام 1946.
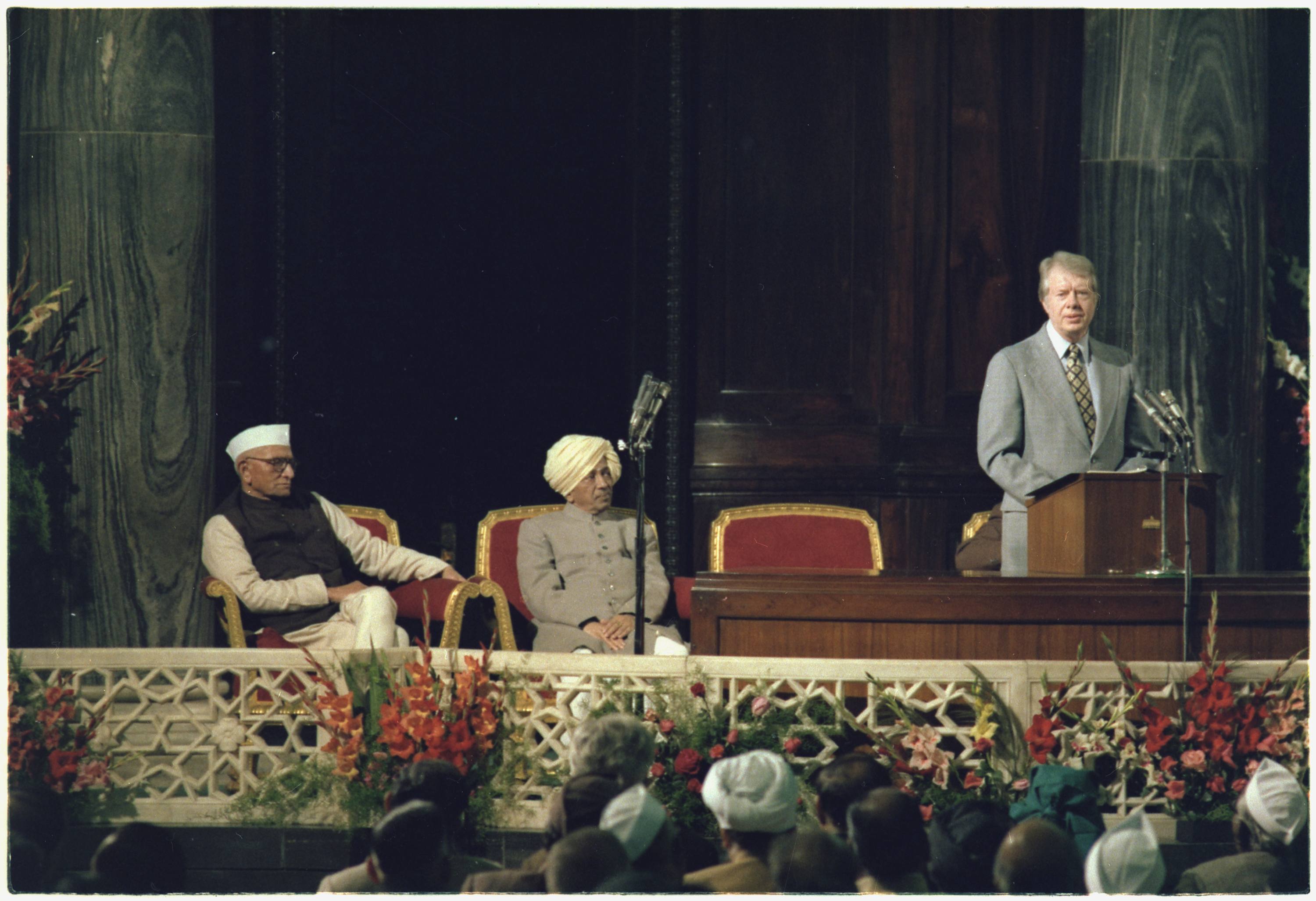
يستمع رئيس الوزراء الهندي مورارجي ديساي إلى جيمي كارتر في ختام كلمته أمام مجلس النواب الهندي..
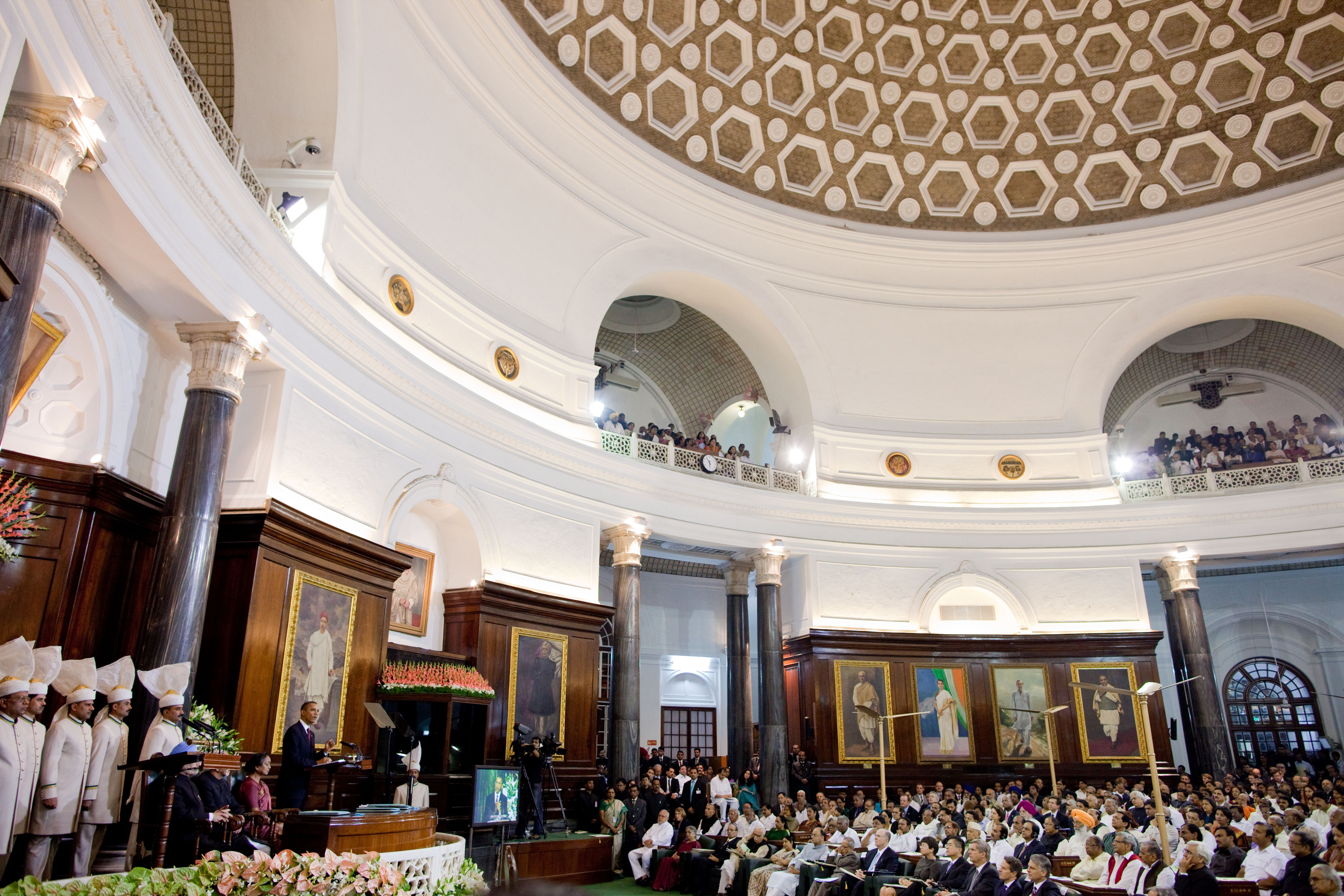
رئيس الولايات المتحدة، باراك أوباما يلقي كلمة أمام الدورة المشتركة للبرلمان، 2010..

## مزيد من القراءة
- «النظام البرلماني» بقلم أرون شوري، الناشر: روبا وشركاه.